# 威爾基 (密蘇里州)
威爾基（英語：Wilkie）是位於美國密蘇里州聖查爾斯縣的鬼鎮。

## 歷史
威爾基的郵局於1894年設立，同年停運。

## 地理
威爾基所處的海拔為高於海平面134米（即440英呎），而該地所採用的時區為UTC-6，即北美中部時區（CST）。同時該地設有夏令時間，為UTC-6調快一小時，即UTC-5（CDT）。